# Invitation
Invitation — дебютный полноформатный студийный альбом финской группы Altaria, выпущенный в 2003 году лейблом AOR Heaven Records. В качестве приглашённого музыканта выступил Марко Хиетала, известного по участию в Nightwish и исполнившего партии бэк-вокала на альбоме.

## Список композиций
1. «Unicorn» — 3:32
2. «History of Times to Come» — 4:16
3. «Ravenwing» — 4:30
4. «Innocent» — 4:11
5. «Wrath of a Warchild» — 4:13
6. «Kingdom of the Night» — 2:55
7. «Fire & Ice» — 3:26
8. «House of My Soul» — 3:32
9. «Immortal Disorder» — 3:35
10. «Here I Am» — 3:53
11. «Emerald Eye» — 4:20

## Участники записи
- Йоуни Никула — вокал
- Эмппу Вуоринен — гитара
- Яни Лииматайнен — гитара, клавишные
- Marko Pukkila — бас
- Tony Smedjebacka — ударные
- Марко Хиетала — бэк-вокал